# Falco (1920)
«Фалько» (італ. Falco) — лідер ескадрених міноносців ВМС Італії першої половини XX століття типу «Аквіла».

## Історія створення
Корабель був замовлений Румунією у 1913 році і отримав назву «Viscol».
Закладений 26 липня 1914 року на верфі «Cantieri Pattison» в Неаполі.
Зі вступом Італії у Першу світову війну недобудований корабель був реквізований ВМС Італії і перейменований на «Фалько».
Спущений на воду 16 серпня 1919 року, вступив у стрій 20 січня 1920 року.
У складі ВМС Італії класифікувався як «легкий крейсер-розвідник» (італ. Esploratore leggero).

## Історія служби

### У складі ВМС Італії
5 березня 1921 року корабель доставив короля Італії Віктора Емануїла III в Санремо, де відбувалось поховання короля Чорногорії Ніколи I Петровича, який помер 1 березня в Антібі.
У 1927 році корабель був модернізований, п'ять 152-мм гармат були замінені на чотири 120-мм.

### У складі ВМС Іспанії
У жовтні 1937 року, під час громадянської війна в Іспанії, корабель (разом з однотипним «Аквіла», який отримав назву «Мелілья») був переданий франкістам, але офіційно це було оформлено 6 січня 1939 року. У складі ВМС Іспанії корабель отримав назву «Сеута».
У 1938 році корабель був перекласифікований в есмінець
Він займався в основному ескортом кораблів. У 1938 році «Сеута» разом з есмінцем «Мелілья» і крейсером «Канаріас» взяв участь в бою проти есмінця республіканців «José Luis Diaz».
Після закінчення війни «Сеута» використовувався як навчальний корабель.
У 1948 році корабель був виключений зі складу флоту і зданий на злам.